# Orant

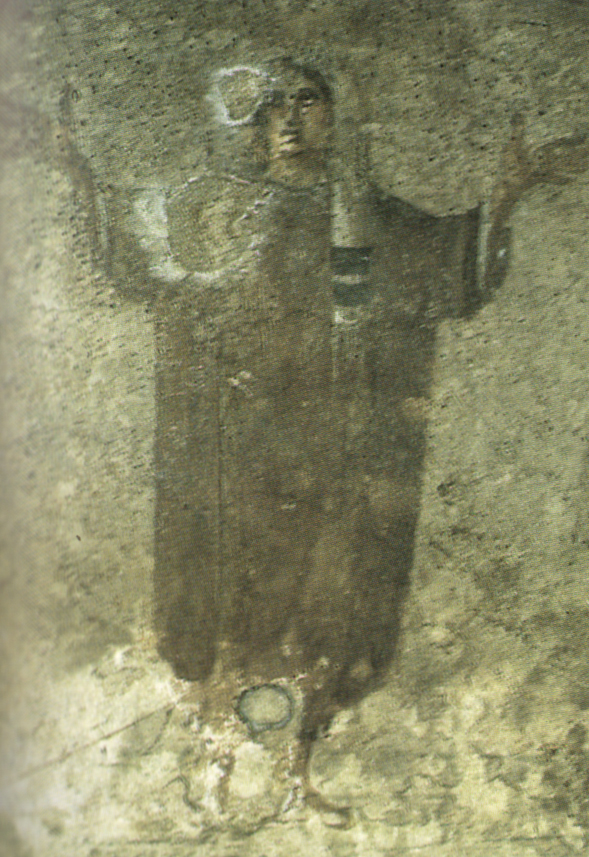
Orantka – fragment malowidła z cubiculum Velatio w katakumbach Pryscylli, koniec III wieku

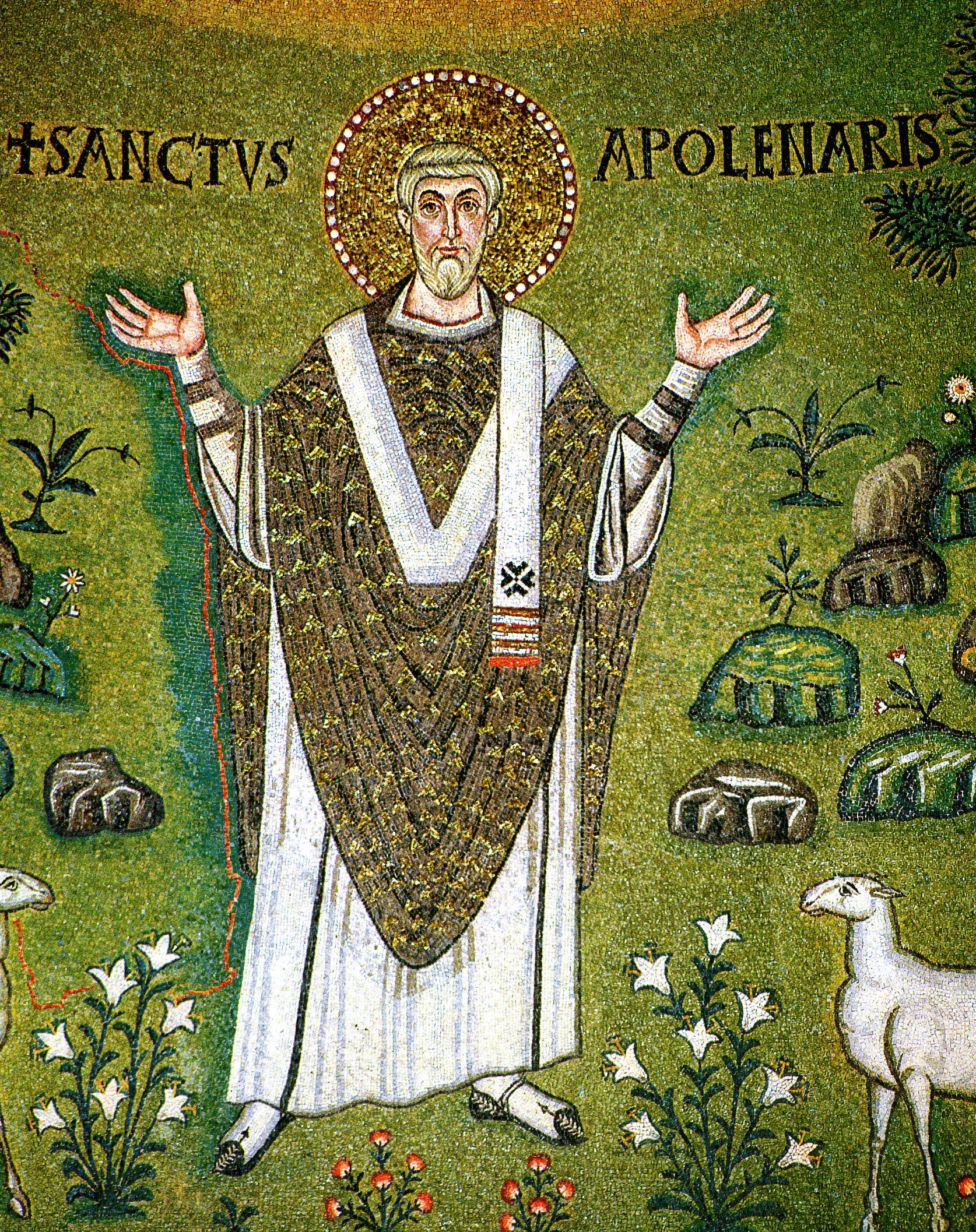
Święty Apolinary w pozie oranta – fragment mozaiki z absydy bazyliki Sant’Apollinare in Classe w Rawennie, VI wiek

Orant, orantka (łac. orans, orantis od orare – modlić się) – w sztukach plastycznych przedstawienie postaci (zazwyczaj kobiecej) modlącej się, na stojąco, ustawionej frontalnie, ze wzniesionymi ku górze rękami i rozwartymi dłońmi, ubranej w długą szatę.
Przedstawienie postaci w pozie oranta spotykane było w sztuce starogreckiej, a  szczególnie popularne w sztuce wczesnochrześcijańskiej. Wyobrażenia oranta występowały w malarstwie katakumbowym, bizantyjskim i romańskim. W pozie takiej przedstawiano także Marię.

W ikonografii chrześcijańskiej postacie symbolizowały duszę zbawioną, znajdującą się w raju.